# Yale University
Die Yale University in New Haven, Connecticut ist eine der renommiertesten Universitäten der Welt und die drittälteste Hochschule der Vereinigten Staaten. Sie wurde nach einem ihrer ersten Förderer, dem Kaufmann Elihu Yale, benannt. Die Universität verfügte 2021 mit 42,28 Milliarden US-Dollar (2020: 31,20 Mrd. $) nach der Harvard University und dem Verbund University of Texas System über das drittgrößte Stiftungskapital einer Bildungseinrichtung weltweit. Sie ist Mitglied der sogenannten Ivy League, einer Gruppe von acht Spitzenuniversitäten im Nordosten der USA, und Gründungsmitglied der Association of American Universities, einem seit 1900 bestehenden Verbund führender forschungsintensiver nordamerikanischer Universitäten. Darüber hinaus gehört Yale dem Hochschulverbund International Alliance of Research Universities an. Mit Harvard, Columbia, Stanford und Princeton wird Yale in Medien und Gesellschaft weltweit als eine der einflussreichsten, renommiertesten und leistungsstärksten Universitäten der USA wahrgenommen.
Die Yale University verfügt über ein Bibliothekssystem, das an mehreren Standorten 2009 über 12,5 Millionen Bücher umfasste. Insgesamt 65 Nobelpreisträger haben an der Yale University studiert, gelehrt oder gearbeitet. Zu den Absolventen der Universität zählen fünf spätere US-Präsidenten, 19 Richter des Obersten Gerichtshofs der Vereinigten Staaten und diverse ausländische Staatsoberhäupter. Die Yale Law School ist die selektivste Law School der Vereinigten Staaten.

## Geschichte
Die Yale-Universität ist nach der Harvard University in Cambridge (Massachusetts) und dem College of William and Mary in Williamsburg (Virginia) die drittälteste amerikanische Hochschuleinrichtung. Yales Anfänge liegen im Beschluss An Act for Liberty to Erect a Collegiate School des General Court der Kolonie Connecticut vom 9. Oktober 1701, wonach eine Kollegschule errichtet werden soll. Bald danach stiftete eine Gruppe von zehn Kongregationalisten ihre als Harvard-Schüler erhaltenen Materialien der Einrichtung als Grundstock für die Bibliothek. Die Harvard University war Jahre vorher die einzige Hochschule in Nordamerika. Yale wurde gegründet, um Führungspersonen auszubilden. Die ursprünglich Collegiate School genannte Anstalt eröffnete ihren Lehrbetrieb im Haus ihres ersten Rektors Abraham Pierson (1646–1707) in Killingworth, heute Clinton (Connecticut).
1716 zog die Collegiate School nach New Haven um und wurde 1718 aufgrund einer umfangreichen Spende von Elihu Yale in Yale College umbenannt.

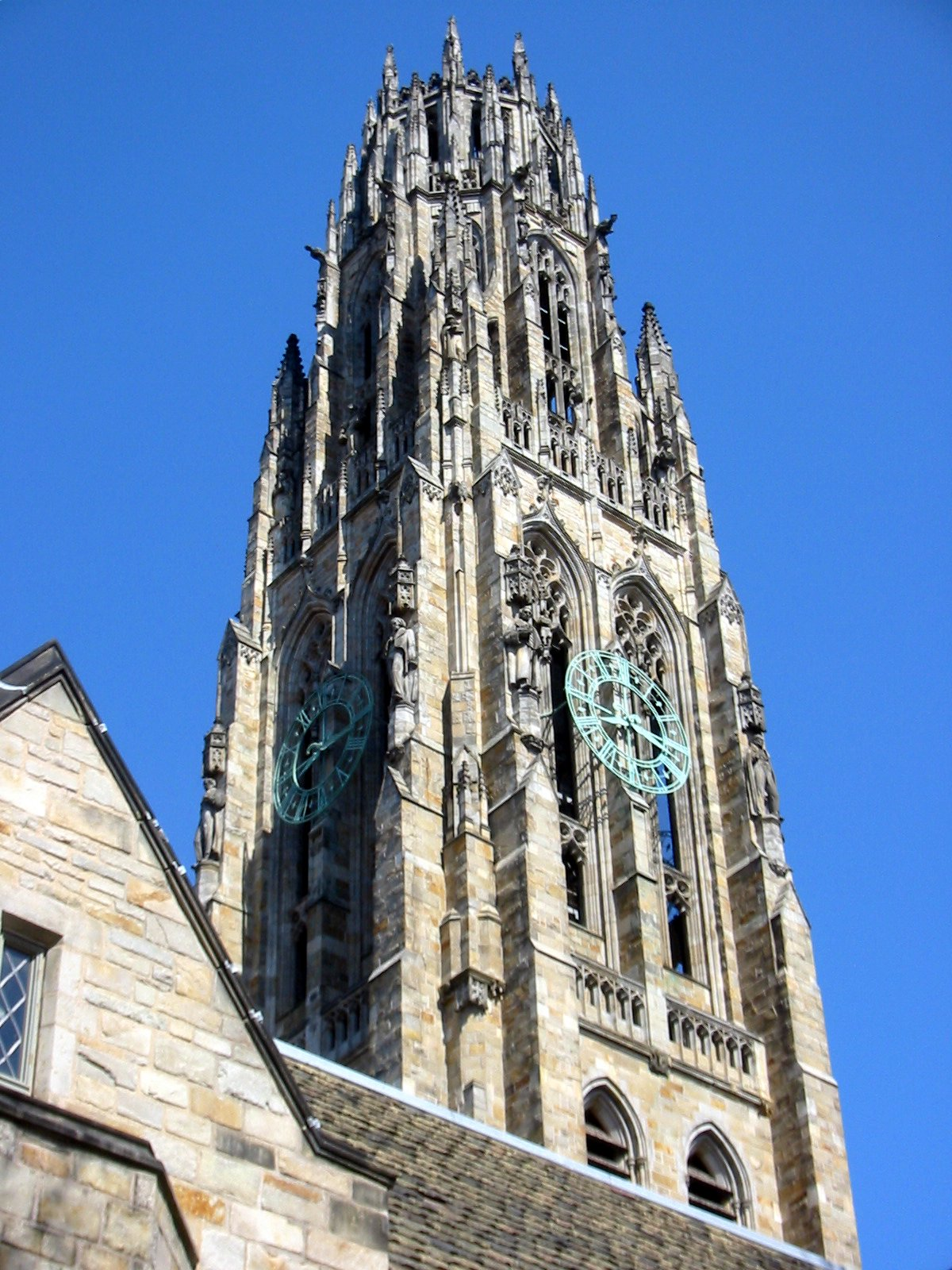
Harkness Tower

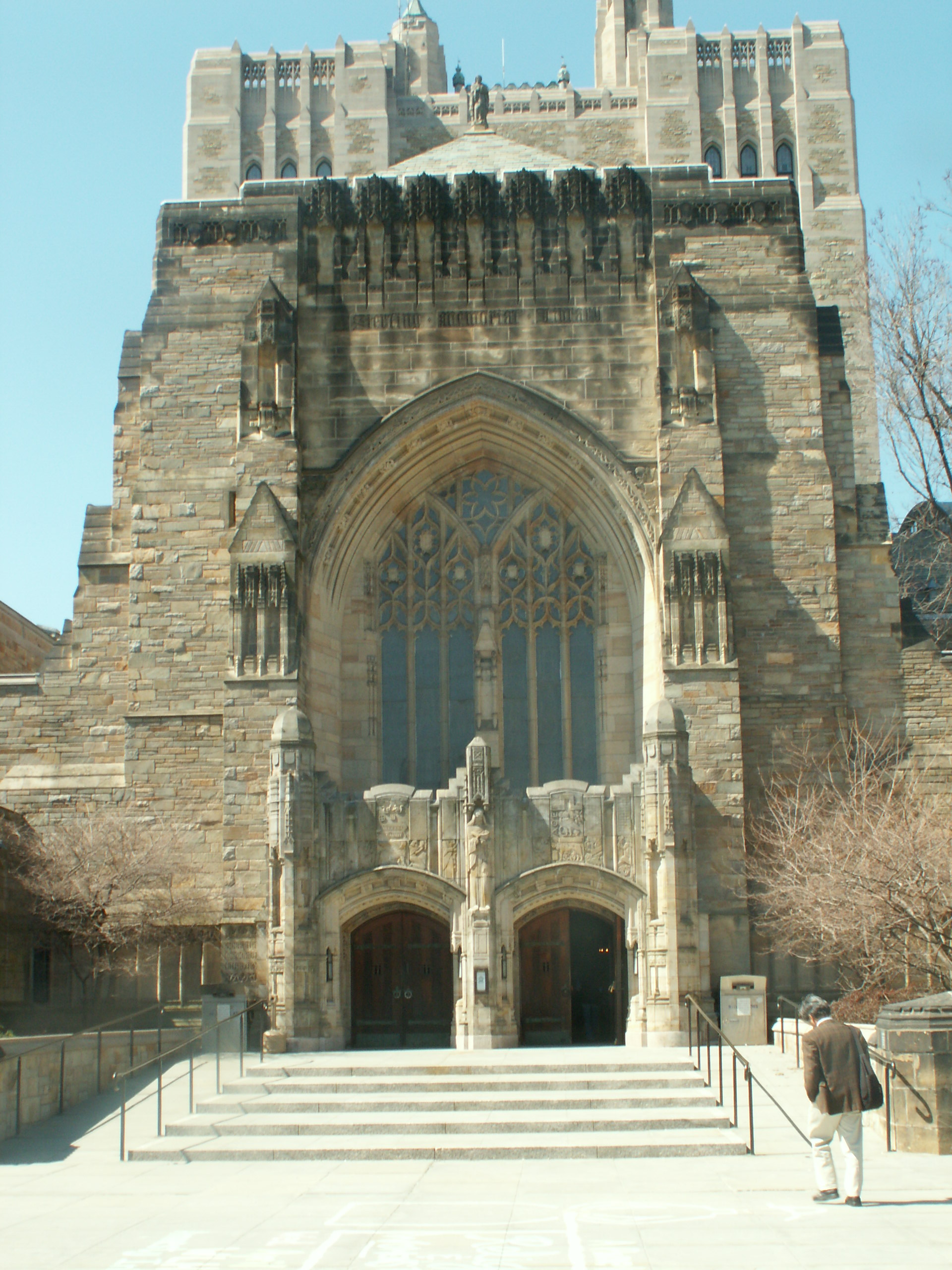
Sterling Memorial Library

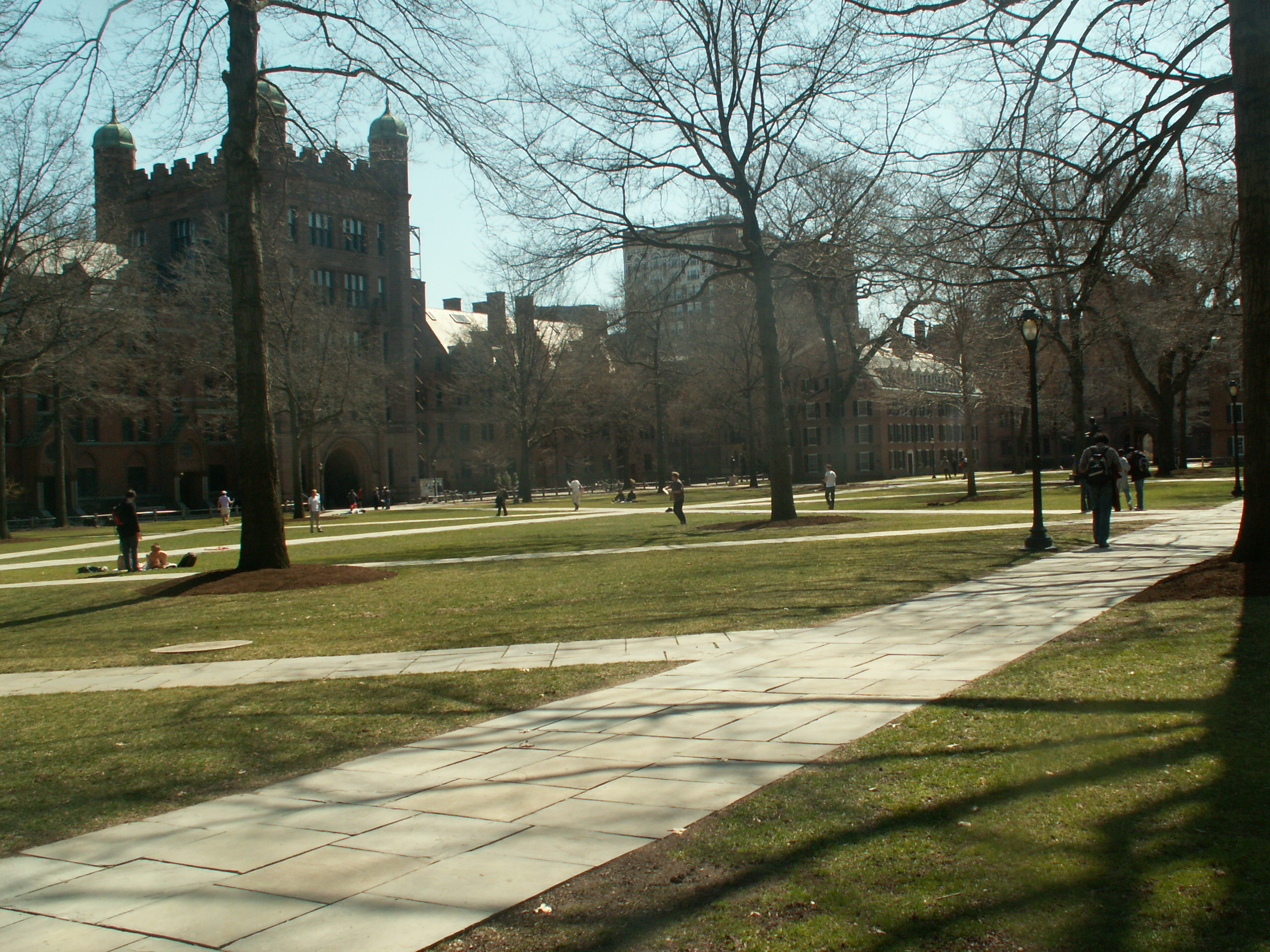
Yale Old Campus

Im 19. Jahrhundert wurde das College um eine Reihe weiterführender Institutionen erweitert, so die Yale Medical School (1810), die Yale Divinity School (1822), die Yale Law School (1843), die Yale Graduate School of Arts and Sciences (1847), die Sheffield Scientific School (1861), und die Yale School of Fine Arts (1869).
1887 wurde der Gesamtkomplex dieser Institutionen in Yale University umbenannt, wobei Yale College die offizielle Bezeichnung für den sogenannten undergraduate Bereich der Universität wurde.
Weitere Graduate Schools, die seitdem gegründet oder der Universität angegliedert wurden, sind die Yale School of Music (1894), die Yale School of Forestry & Environmental Studies (1901), die Yale School of Public Health (1915), die Yale School of Nursing (1923), und die Yale School of Management (1976). Aufgrund einer Stiftung des 1918 verstorbenen John William Sterling konnten wesentliche Erweiterungen erfolgen.
Während die Graduate Schools schon lange Studenten beider Geschlechter aufnahmen, war Yale College bis 1969 nur männlichen Studenten vorbehalten.
An der Yale University befindet sich die Beinecke Rare Book and Manuscript Library, die eine Papyrussammlung und eine große Anzahl von Inkunabeln besitzt. Zur Universität gehört auch die Yale University Art Gallery, das älteste Kunstmuseum einer Universität der westlichen Hemisphäre.
Die Yale School of Architecture wird seit 1972 als separate Yale-Architekturschule geführt. Ihr Direktor ist seit 1998 der renommierte Architekt Robert A. M. Stern.
Im August 2020 schloss eine Untersuchung des Department of Justice (DOJ), dass Yale illegale diskriminatorische Praktiken im Applikationsverfahren für Studenten basierend auf Hautfarbe und Herkunft einsetze. Die Praktiken verstoßen laut DOJ gegen Title VI des Civil Rights Act of 1964. Die Biden-Regierung zog im Februar 2021 eine im Oktober 2020 in der Zeit des Kabinetts Trump I eingereichte Klage zurück, wonach weiße und asiatisch-amerikanische Bewerber gegenüber schwarzen benachteiligt würden.
Im Jahr 2025 wurde die Universität in Russland zu einer unerwünschten Organisation erklärt.

Leiter der Collegiate School, des Yale College und der Yale University
|   | Rektoren des Yale College | Geboren–Gestorben | Jahre als Rektor      |
| - | ------------------------- | ----------------- | --------------------- |
| 1 | The Rev. Abraham Pierson  | 1646–1707         | 1701–1707             |
| 2 | The Rev. Samuel Andrew    | 1656–1738         | 1707–1719 pro tempore |
| 3 | The Rev. Timothy Cutler   | 1684–1765         | 1719–1726             |
| 4 | The Rev. Elisha Williams  | 1694–1755         | 1726–1739             |
| 5 | The Rev. Thomas Clap      | 1703–1767         | 1740–1745             |

|    | Präsidenten des Yale College | Geboren–Gestorben | Jahre als Präsident   |
| -- | ---------------------------- | ----------------- | --------------------- |
| 1  | The Rev. Thomas Clap         | 1703–1767         | 1745–1766             |
| 2  | The Rev. Naphtali Daggett    | 1727–1780         | 1766–1777 pro tempore |
| 3  | The Rev. Ezra Stiles         | 1727–1795         | 1778–1795             |
| 4  | Timothy Dwight IV.           | 1752–1817         | 1795–1817             |
| 5  | Jeremiah Day                 | 1773–1867         | 1817–1846             |
| 6  | Theodore Dwight Woolsey      | 1801–1899         | 1846–1871             |
| 7  | Noah Porter III              | 1811–1892         | 1871–1886             |
| 8  | Timothy Dwight V             | 1828–1916         | 1886–1899             |
| 9  | Arthur Twining Hadley        | 1856–1930         | 1899–1921             |
| 10 | James Rowland Angell         | 1869–1949         | 1921–1937             |
| 11 | Charles Seymour              | 1885–1963         | 1937–1951             |
| 12 | Alfred Whitney Griswold      | 1906–1963         | 1951–1963             |
| 13 | Kingman Brewster             | 1919–1988         | 1963–1977             |
| 14 | Hanna Holborn Gray           | 1930–             | 1977–1977             |
| 15 | A. Bartlett Giamatti         | 1938–1989         | 1977–1986             |
| 16 | Benno C. Schmidt, Jr.        | 1942–             | 1986–1992             |
| 17 | Howard R. Lamar              | 1923–             | 1992–1993             |
| 18 | Richard C. Levin             | 1947–             | 1993–2013             |
| 19 | Peter Salovey                | 1958–             | 2013–2024             |
| 20 | Maurie McInnis               |                   | 2024–                 |

## Studentenvereinigungen
An der Yale-Universität haben einige bekannte Studentenvereinigungen ihren Sitz. Dazu gehören Skull & Bones, Scroll and Key, Wolf’s Head, Book and Snake und Berzelius.

## Sport

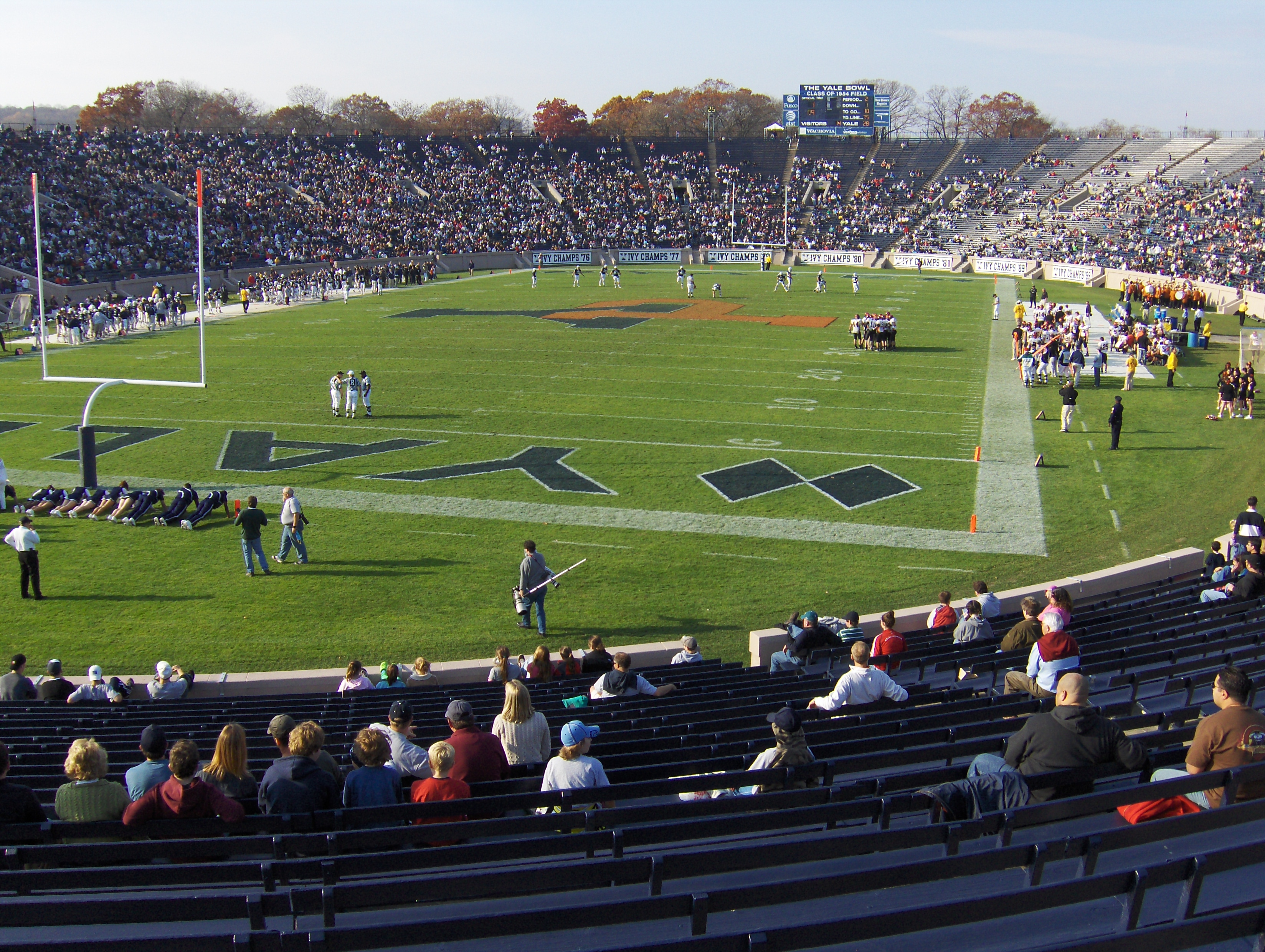
Das Footballstadion fasst rund 66.000 Zuschauer

Die Sportmannschaften des Yale College werden als die Yale Bulldogs bezeichnet. Sie spielen meist in der Ivy League, deren acht Mitglieder im Gegensatz zu der Mehrzahl US-amerikanischer Hochschulen keine Sportstipendien vergeben. Das Duell im American Football gegen die Harvard Crimson zählt zu den berühmtesten College-Rivalitäten des US-Sports und wird kurz The Game genannt.

## Rankings
In verschiedenen Bewertungen für akademische Institutionen erreicht die Universität regelmäßig Spitzenpositionen. Die genaue Platzierung variiert wie bei den anderen Top-Universitäten von Jahr zu Jahr leicht, wobei sich die internationalen Spitzen-Universitäten immer die obersten 10 bis 15 Plätze teilen. So rangiert Yale zum Beispiel im Hochschulranking U.S. News & World Report 2016 auf Platz drei und gemäß Forbes 2015 auf Platz fünf der besten US-Universitäten – wie jedes Jahr in den vergangenen 16 Jahren.
Die Universität gilt gemäß dem renommierten Philosophical Gourmet Report (2014–2015) im Fach Philosophie als eine der fünf besten in den USA und speziell in den Fachbereichen Ethik und Philosophie der Neuzeit (17. und 18. Jahrhundert) als eine der weltbesten.

## Nobelpreisträger
- William D. Nordhaus (* 1941), Wirtschaftswissenschaftler

- George Akerlof (* 1940), Wirtschaftswissenschaftler
- Sidney Altman (1939–2022), Physiker und Biochemiker
- Raymond Davis junior (1914–2006), Chemiker
- John F. Enders (1897–1985), Virologe
- John B. Fenn (1917–2010), Chemiker
- Murray Gell-Mann (1929–2019), Physiker
- Paul Krugman (* 1953), Wirtschaftswissenschaftler
- Ernest Lawrence (1901–1958), Physiker
- Joshua Lederberg (1925–2008), Molekularbiologe
- David Lee (* 1931), Physiker
- Sinclair Lewis (1885–1951), Schriftsteller
- Lars Onsager (1903–1976), Chemiker
- Edmund S. Phelps (* 1933), Wirtschaftswissenschaftler
- Dickinson Woodruff Richards (1895–1973), Mediziner
- Robert J. Shiller (* 1946), Wirtschaftswissenschaftler[23]
- Thomas A. Steitz (1940–2018), Chemiker
- James Tobin (1918–2002), Wirtschaftswissenschaftler
- William Vickrey (1914–1996), Wirtschaftswissenschaftler
- George Hoyt Whipple (1878–1976), Pathologe
- Eric F. Wieschaus (* 1947), Biologe

## Bedeutende Alumni
Aufgrund der internationalen Bedeutung der Yale University zählt die Institution Alumni von Rang aus aller Welt:

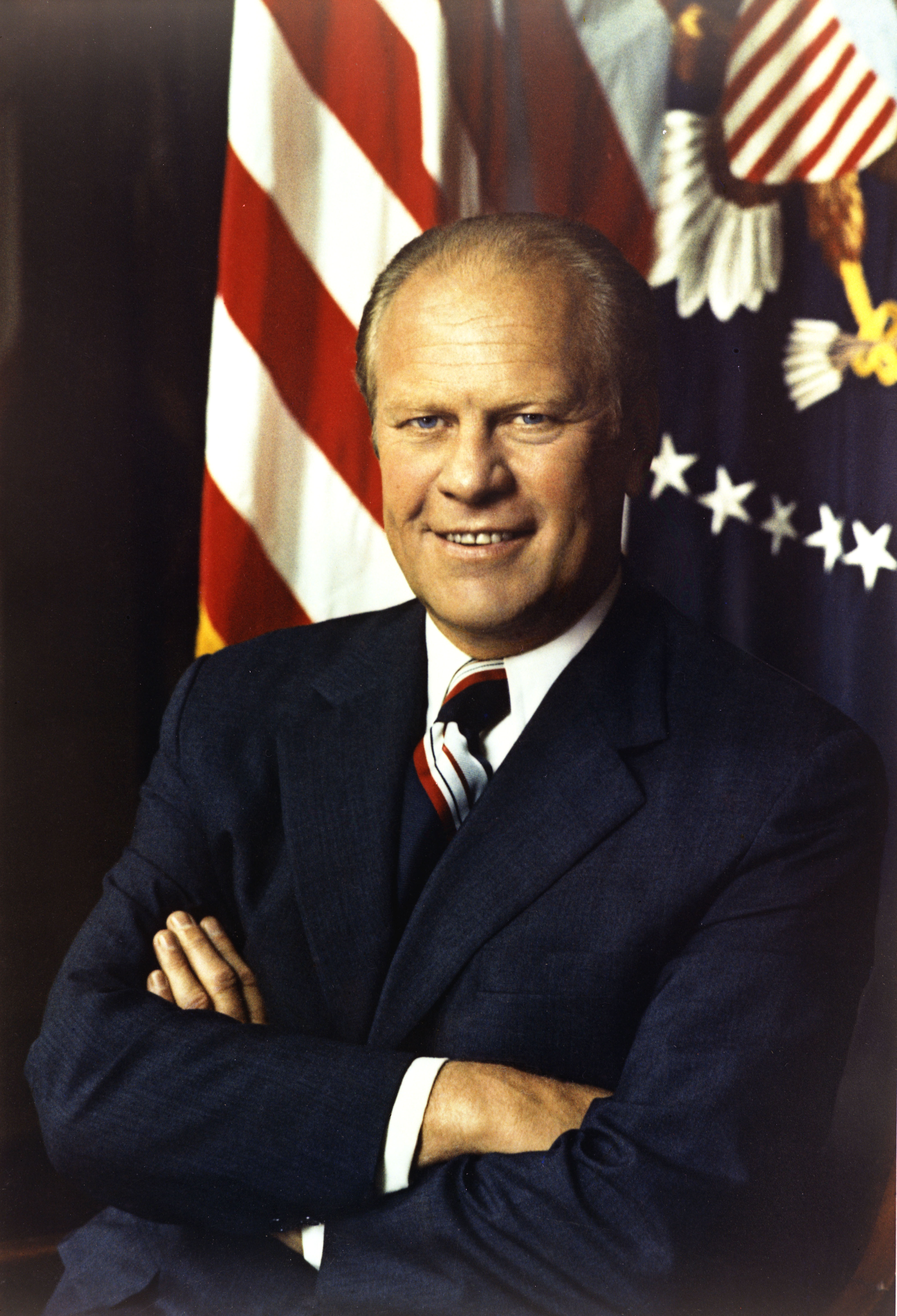
Gerald Ford, 38. US-Präsident
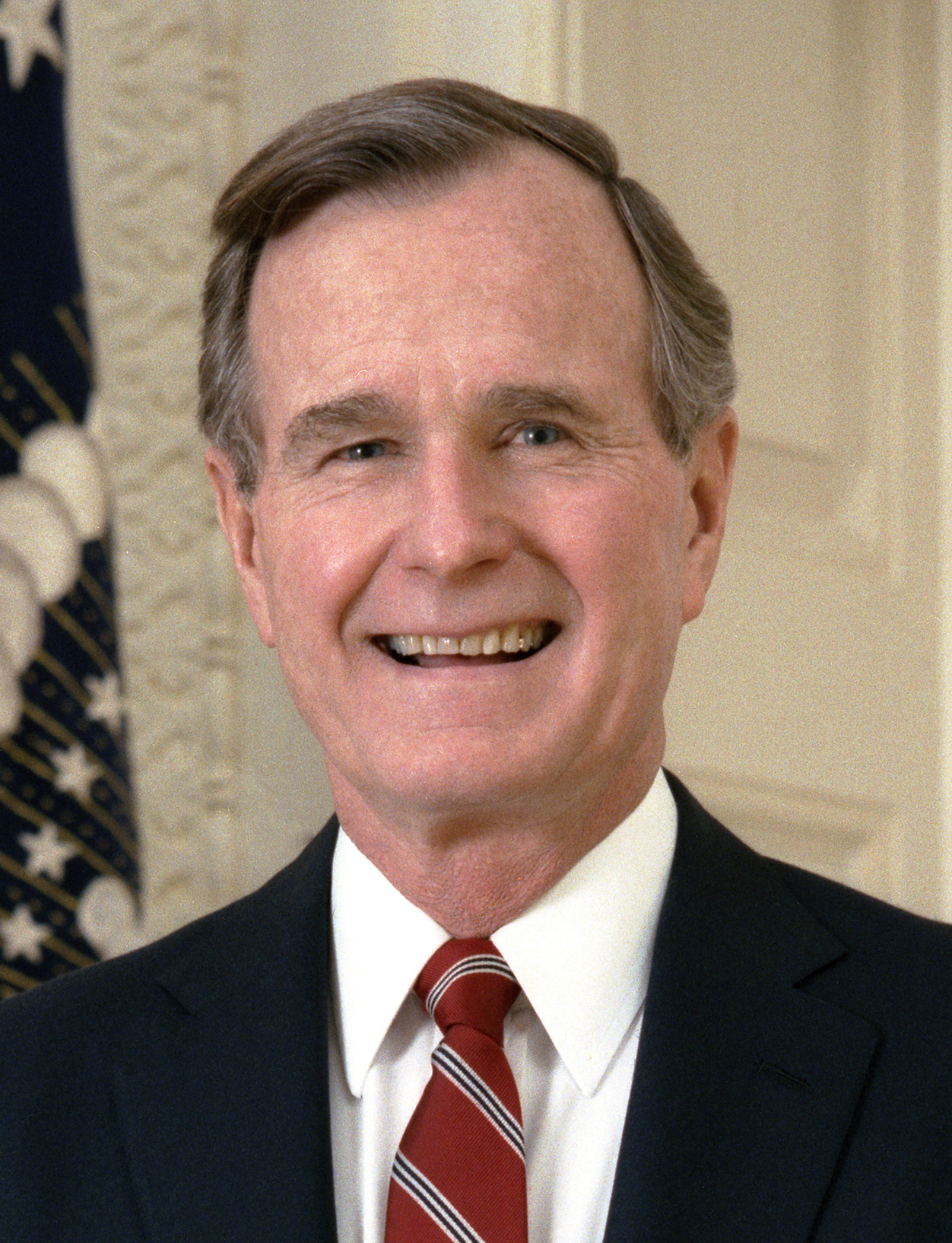
George H. W. Bush, 41. US-Präsident
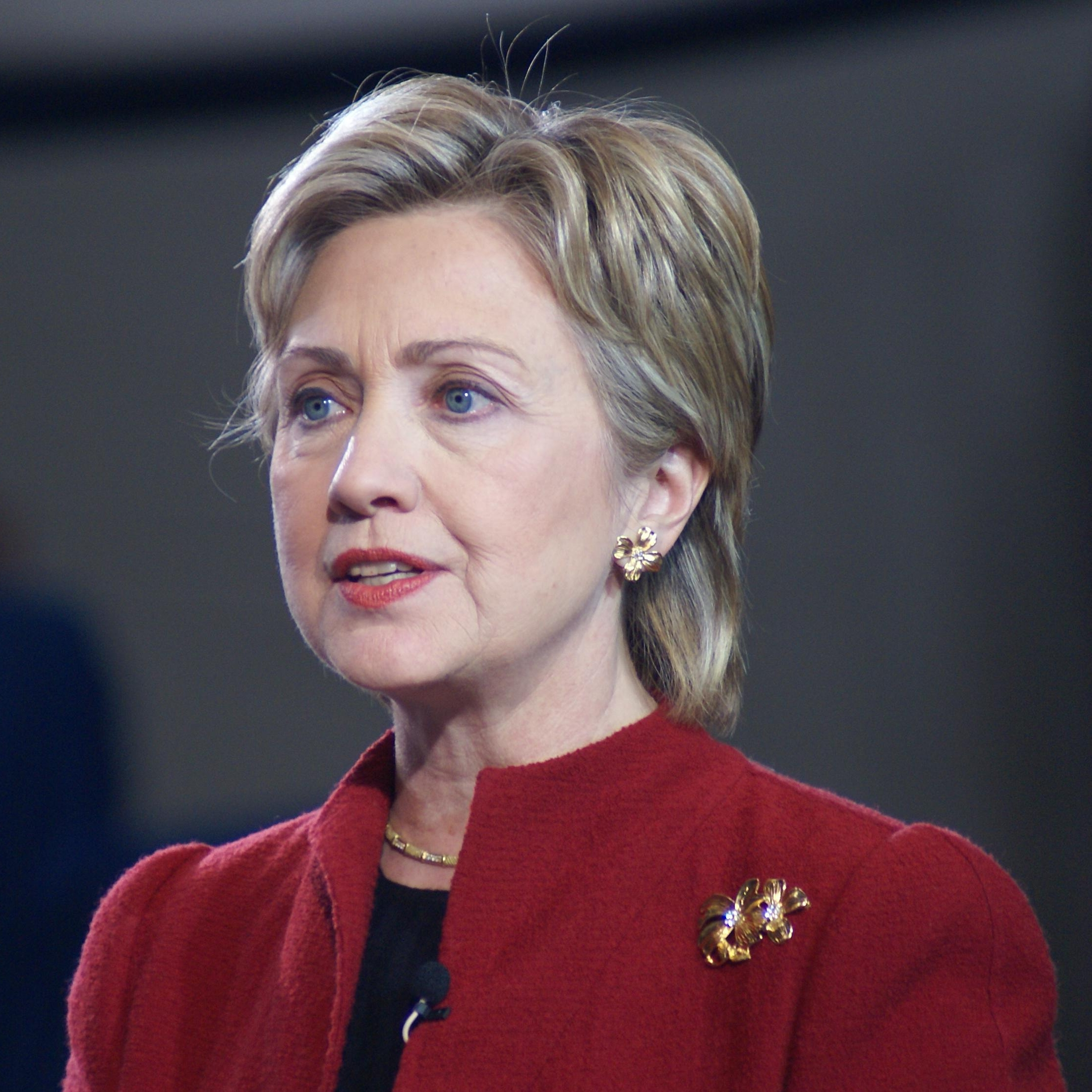
Hillary Clinton, 42. First Lady und US-Außenministerin
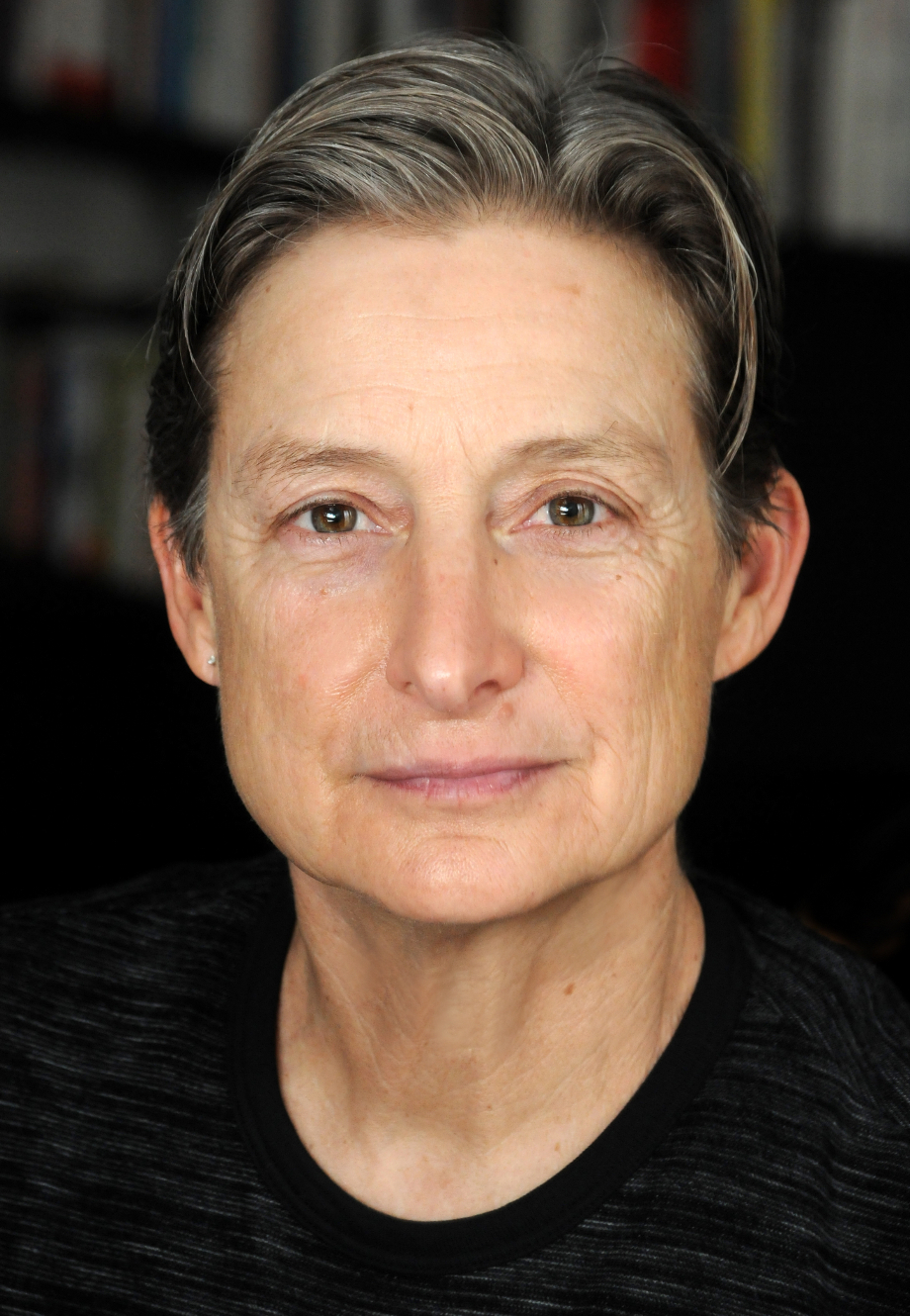
Judith Butler, Philosophin
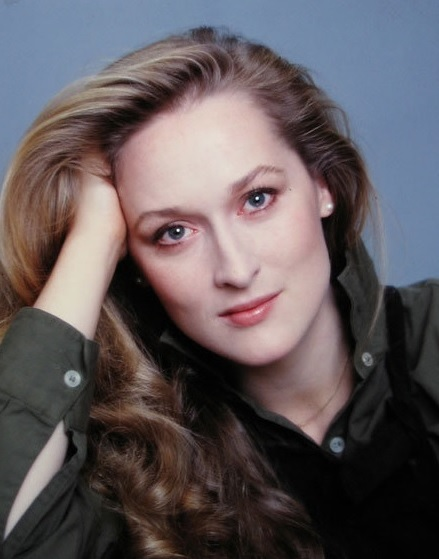
Meryl Streep, Schauspielerin

### Wissenschaft und Technik
- William E. Boeing (1881–1956), US-amerikanischer Flugzeugkonstrukteur und Begründer der Boeing-Flugzeugwerke

- Paul Krugman (* 1953), US-amerikanischer Wirtschaftswissenschaftler und Nobelpreisträger

- Robert Axelrod (* 1943), Politikwissenschaftler
- William R. Bennett (1930–2008), Physiker
- George P. Murdock (1897–1985), Ethnologe
- David Bushnell (1740–1824), Erfinder
- Benjamin Carson (* 1951), Mediziner
- John Robert Cobb (1903–1967), Orthopäde
- Francis Collins (* 1950), Genetiker
- Harvey Williams Cushing (1869–1939), Neurologe
- Lee De Forest (1873–1961), Radioingenieur
- W. Edwards Deming (1900–1993), Statistiker
- Irving Fisher (1867–1947), Wirtschaftswissenschaftler
- Harry Ward Foote (1875–1942), Chemiker
- Josiah Willard Gibbs (1839–1903), Physiker

- Jocelyn Gill (1916–1984), Astronomin und Hochschullehrerin
- George L. Hersey (1927–2007), Kunst- und Architekturhistoriker
- Grace Hopper (1906–1992), Informatikerin
- Paul McCready (1925–2007), Physiker
- Saunders MacLane (1909–2005), Mathematiker
- Lafayette B. Mendel (1872–1935), Biochemiker
- Helen Abbot Merrill (1864–1949), Mathematikerin und Hochschullehrerin
- Samuel F. B. Morse (1791–1872), Erfinder
- Harry Nyquist (1889–1976), Physiker
- Yewande Olubummo (* 1960), Mathematikerin und Hochschullehrerin
- John Ousterhout (* 1954), Informatiker
- Mehrdad Payandeh (* 1978), Rechtswissenschaftler
- W. Michael Reisman (* 1939), Rechtswissenschaftler
- Eric Ries (* 1978), Entrepreneur
- Ronald L. Rivest (* 1947), Kryptologe
- Harold Saxton Burr (1889–1973), Anatom
- Florence B. Seibert (1897–1991), Biochemikerin
- Clara Eliza Smith (1865–1943), Mathematikerin und Hochschullehrerin
- Benjamin Spock (1903–1998), Kinderarzt
- Karl A. Taube (* 1957), Archäologe
- Eli Whitney (1765–1825), Erfinder